# Лубенские
Лубенские (пол. Łubieńscy)— польский графский и дворянский род герба Помян.
Восходит к XVII в. Несколько Лубенских были епископами, архиепископами и воеводами. Станислав Лубенский (1574—1640) — епископ плоцкий, историк событий, в которых и сам был замешан. Большая часть трудов его была издана лишь после его смерти под заглавием «Opera postuma historica etc.» (Антверпен, 1643).
Лука Иванович Лубенский московский дворянин (1658).
Владислав Александр Лубенский (1703—1767) — архиепископ гнезненский, автор первого на польском языке обширного географического труда «Swiat we wszystkich swoich częściach większych i mniejszych» (Бреславль, 1740). Казимир Лубенский был послом в России (1764), а Матвей Иосиф, известный в польской литературе как переводчик, — послом в Риме, Неаполе и Венеции.

## Графы Лубенские
Феликс Лубенский (1758—1848), министр юстиции Великого герцогства Варшавского, оставил «Записки». Возведен в Графское достоинство Королём Прусским Фридрихом-Вильгельмом, и пожалован на оное грамотою (1798), изменившею фамильный герб его по выше изображенному рисунку.
Один из его сыновей, граф Томаш (1784—1870), сенатор Царства Польского, принимал деятельное участие в восстании (1830—1831) и в течение суток (17 августа 1831) был главнокомандующим польской армией. Его племянник граф Константин (1825—1869), епископ августовский, за участие в событиях (1863—1864)  выслан во внутренние губернии России.
- Граф Лубенский, Лев Францевич (1861—1944) — депутат 2-й Государственной думы Российской империи от Могилёвской губернии.

Род графов Лубенских внесен в дворянские родословные книги Царства Польского, а дворянская отрасль — в VI часть родословной книги Виленской губернии.

## Описание герба
В немецком расчетверенном щите, с золотою окраиною и графскою короною, накинуть щиток с золотою же окраиною. На нём, в серебряном поле, голова зубра, проткнутая мечом накось от правого угла к левому боку. В главных полях щита: в первой части, красном, белая овца вправо (польский герб Юноша). Во второй части, в голубом поле, такая же как в щитке зубрья голова. В третьей части, в золотом поле, вооруженный всадник на белом коне, вправо (польский герб Погоня). В четвёртой части, в зелёном поле, на красной полосе три золотые розы (изм. польский герб Долива), а над полосою олень наискось вверх бегущий, и такой же олень под нею (польский герб Брохвич).
В навершии вооруженная рука выходящая из короны, с обнаженным мечом, вправо. Щитодержатели: два вооруженные рыцаря, в шлемах украшенных четырьмя страусовыми перьями, голубыми, белыми, красными и чёрными, опирающиеся на копья к наружной стороне. Герб графов Лубенских внесён в Часть 2 Гербовника дворянских родов Царства Польского, стр. 7.